# Гордон Дарсі Ліло
Гордон Дарсі Ліло (англ. Gordon Darcy Lilo; нар. 28 серпня 1965, Коломбангара) — політичний діяч держави Соломонові Острови, прем'єр-міністр у 2011—2014 роках.

## Життєпис
Народився 28 серпня 1965 року в селі Гатере на острові Коломбангара Західної провінції Соломонових Островів. Закінчив економічний факультет Австралійського національного університету, де отримав ступінь магістра, а також університет Папуа-Нової Гвінеї, де отримав ступінь бакалавра економіки.
У 2001 році був уперше обраний до парламенту Соломонів, переобраний у 2006 і 2010 роках. В 2006—2007 і 2010—2011 роках — міністр фінансів Соломонів, у 2007—2010 роках — міністр охорони довкілля. Його політичну діяльність часто супроводжували корупційні скандали. Через це прем'єр-міністр Денні Філіп 11 листопада 2011 року звільнив його з посади міністра фінансів, однак це лише допомогло йому 16 листопада 2011 року бути обраним в парламенті новим прем'єр-міністром Соломонів. У цей період очолював партію Національна коаліція реформ і прогресу. 9 грудня 2014 року подав у відставку.

## Інциденти
22 серпня 2013 року Ліло прибув до Австралії з метою відвідати меморіал в Бундаберзі. У зоні митного контролю в аеропорту Брисбена його попросили пройти додатковий контроль після проходження стандартного основного. Співробітників австралійської міграційної служби проінформували, що мають справу з прем'єр-міністром, втім обшук продовжили. Пізніше у той же день Міністерство закордонних справ Австралії принесло вибачення прем'єр-міністру Соломонових островів за інцидент, що мав місце в аеропорту.